# Ardisia evrardii
Ardisia evrardii är en viveväxtart som beskrevs av Pitard. Ardisia evrardii ingår i släktet Ardisia och familjen viveväxter. Inga underarter finns listade i Catalogue of Life.